# Armoire à musique de Koloman Moser
 (janvier 2023).
La mise en forme du texte ne suit pas les recommandations de Wikipédia : il faut le « wikifier ».
Les points d'amélioration suivants sont les cas les plus fréquents. Le détail des points à revoir est peut-être précisé sur la page de discussion.
- Les titres sont pré-formatés par le logiciel. Ils ne sont ni en capitales, ni en gras.
- Le texte ne doit pas être écrit en capitales (les noms de famille non plus), ni en gras, ni en italique, ni en « petit »…
- Le gras n'est utilisé que pour surligner le titre de l'article dans l'introduction, une seule fois.
- L'italique est rarement utilisé : mots en langue étrangère, titres d'œuvres, noms de bateaux, etc.
- Les citations ne sont pas en italique mais en corps de texte normal. Elles sont entourées par des guillemets français : « et ».
- Les listes à puces sont à éviter, des paragraphes rédigés étant largement préférés. Les tableaux sont à réserver à la présentation de données structurées (résultats, etc.).
- Les appels de note de bas de page (petits chiffres en exposant, introduits par l'outil «  Source ») sont à placer entre la fin de phrase et le point final[comme ça].
- Les liens internes (vers d'autres articles de Wikipédia) sont à choisir avec parcimonie. Créez des liens vers des articles approfondissant le sujet. Les termes génériques sans rapport avec le sujet sont à éviter, ainsi que les répétitions de liens vers un même terme.
- Les liens externes sont à placer uniquement dans une section « Liens externes », à la fin de l'article. Ces liens sont à choisir avec parcimonie suivant les règles définies. Si un lien sert de source à l'article, son insertion dans le texte est à faire par les notes de bas de page.
- La présentation des références doit suivre les conventions bibliographiques. Il est recommandé d'utiliser les modèles {{Ouvrage}}, {{Chapitre}}, {{Article}}, {{Lien web}} et/ou {{Bibliographie}}. Le mode d'édition visuel peut mettre en forme automatiquement les références.
- Insérer une infobox (cadre d'informations à droite) n'est pas obligatoire pour parachever la mise en page.

Pour une aide détaillée, merci de consulter Aide:Wikification.
Si vous pensez que ces points ont été résolus, vous pouvez retirer ce bandeau et améliorer la mise en forme d'un autre article.
L'Armoire à musique de Koloman Moser est un meuble réalisé en 1903, de grandes dimensions avec 1,99 m de haut pour 2 m de longueur et 65 cm de profondeur. Le mobilier est en chêne et est encadré d'une bordure saillante de bois doré. L’auteur a conçu le visuel et les plans mais l'exécution a été assistée par Wenzel Hollman, un ébéniste viennois. Il est conservé au musée d'Orsay.

## Description
Le bois est passé au blanc de céruse, une technique décorative qui permet de faire ressortir le veinage du bois. Elle consiste à creuser les veines les plus tendres et à garnir le grain d'une cire blanche qui vient les souligner par contraste. Pour l’objet qui nous intéresse, l'essence du bois a ensuite été vernie de noir ce qui rend l'effet de la céruse d'autant plus marqué via le contraste entre les deux valeurs. Cela crée une forme de motif sur la surface en bois. De même, Moser accorde une grande importance au matériau qu'il utilise. 
Il s'attache à mettre en valeur le bois et toutes ses variations naturelles. On remarque ainsi de légères variations dans le veinage: chaque porte semble divisée en 3 panneaux séparés par des bandes où le veinage est plus épais et moins dense. On retrouve cet effet sur les côtés et en partie basse du meuble où l'on retrouve des tiroirs. L'armoire est entourée d'une bordure saillante où le bois a, une fois de plus, subi un traitement particulier. Il est en effet sculpté en plusieurs fines bandes chacune composée de 3 lignes ondulées, toutes dorées. Le tout forme un bandeau de lignes subtilement animées qui encadre l'armoire en passant entre les tiroirs et les portes, remontant et délimitant le meuble sur les côtés pour finir par le couronner en saillie sur le dessus. 
Cet élément fin, animé et brillant contraste avec le traitement très différent du chêne cérusé qui, si animé par son veinage, fait bloc sombre et stoïque. Les portes de l'ample armoire sont, quant à elles, décorées chacune d'une plaque de métal repoussé à motif figuratif montrant des corps féminins et, selon certaines sources, possiblement basés sur des pochoirs de Margaret Macdonald. Entre les portes on trouve également deux battants chacun couvert d'un miroir divisé en 3 fines bandes. Enfin, les serrures de métal argenté sur chaque porte et tiroir sont elles aussi réfléchies et subtilement détaillées. En effet, chacune des portes possède la marque gravée de la Wiener Werkstätte, c’est-à-dire deux “W” entrelacés qui ont fonction de signature pour l’association d’artistes.

## Stylistique
Koloman Moser nous dessine ici une monumentale armoire à musique, aux proportions amples. Comme dit précédemment, l’armoire est réalisé en bois de chêne passé au blanc de céruse décoré de plaques d’argent repoussées et encadrées d’une bordure saillante de bois doré. Le meuble possède trois portes et deux tiroirs au-dessous. La stylistique du bois et son traitement permet d’en faire ressortir les veinures et de jouer avec ces dernières. En effet, Moser crée sur cette armoire une parfaite alternance de ces discrets motifs sur les portes et les tiroirs. 
On passe ainsi de rainures verticales aux ondulations du bois faisant penser au mouvement de l’onde d’une note de musique dans l’espace. La présence de ligne horizontale avec la bordure de bois doré crée ainsi un imposant contraste linéaire. Cette dernière pourrait aussi faire écho à une partition de musique. D’autre part, Moser réalise avec l’armoire un jeu ingénieux entre volume et espace. Il harmonise les contrastes entre les volumes négatifs de la pièce et les volumes positifs des meubles dans les aménagements intérieurs qu’il conçoit. Pour ce faire, il adapte la hauteur du corps du mobiliers aux ouvertures des portes ou aux lambrissages des murs, il ancre donc visuellement chaque meuble dans la configuration des parois de la salle. Cela crée ainsi un horizon uniforme ou les éléments de la pièce peuvent être lus comme des strates du mur. Cette notion, difficile à imaginer, est visible dans la salle à manger de la villa de Fritz et Lili Waerndorfer à Vienne réalisée par Hoffmann ou dans la galerie de la même villa réalisée par Moser. On remarque bien que chaque partie du mur, comme les portes ou les fenêtres, sont encadrées par des panneaux étroits en saillie dont la profondeur correspond à celle des meubles. C’est pour cette raison que l’armoire est encadrée d’une bordure dorée, pour la relier au mur de la pièce. Il est donc plus facile d'interpréter un volume en surface et une surface en volume. De ce fait, il réutilisera souvent cette manière de configurer l’espace.
C’est le cas pour la salle I de la XVIIIe exposition de la sécession viennoise. Il décompose l’ensemble en différentes sous parties sans dénaturer l’impression d’ensemble. Ainsi, il encadre chaque pan de mur et chaque porte et crée un quadrillage au plafond. Le spectateur aperçoit donc d’abord tous les éléments constitutifs de la pièce avant son ensemble. La simplicité du décor par son manque d’ornement, à l’exception des plaques d’argents et de l’encadrement, sont typiques de l’art des Quatre (The Four) de Glasgow. Cela permet d’ailleurs de faire ressortir le décor en métal repoussé. Celui-ci est ainsi orné de figures de saintes ou d’anges féminins. En effet, ces personnages sont habillés d’une robe longue ornée de pierres précieuses. Des paires d’ailes aux motifs géométriques les encadrent et on peut voir deux chignons latéraux et une auréole au niveau de leur tête. De surcroît, en plus de la possible référence de ces figures aux pochoirs de Margaret MacDonald, on notera les références à l’art de Mackintosh via la marque de la rose sur les clés et les serrures. En outre, c’est de ce dernier que Moser tient l’idée de la bordure plate, largement saillante, qui vient, par pliages successifs à angles droits, épouser et souligner le contour des principaux volumes. En effet, on retrouve celle-ci sur un buffet de salle à manger créée par l’artiste de Glasgow en 1898. À Mackintosh, Moser emprunte encore le détail ornemental des plaques de métal repoussé, à l’image de celles vues précédemment sur l’armoire, dont les silhouettes symboliques animent élégamment les surfaces sombres des vantaux latéraux. Elles sont visibles sur le meuble d’appui qu’il exposa à l’exposition de la sécession à Vienne en 1900. Nos silhouettes pourraient ainsi évoquer 4 muses de la musique : Euterpe, muse de la musique ; Thalie, muse de la comédie ; Melpomène, muse de la tragédie et du chant et Terpsichore, muse de la danse.